# Bernd Müller (Fußballspieler, 1949)
Bernd Müller (* 2. April 1949) ist ein ehemaliger Ost-Berliner Fußballspieler. Für den 1. FC Union Berlin spielte in der höchsten Spielklasse des DDR-Fußball-Verbandes, der Oberliga.

## Sportliche Laufbahn
Als Juniorenspieler kam Müller 1966 von der Ost-Berliner Betriebssportgemeinschaft (BSG) Motor Köpenick zum 1. FC Union Berlin. Nachdem er 1967 für den Männerbereich spielberechtigt geworden war, wurde er zunächst in der 2. Mannschaft eingesetzt, die in der drittklassigen Ost-Berliner Bezirksliga spielte. Sein Debüt in der 1. Mannschaft gab Bernd Müller am 30. November 1969 im Achtelfinalspiel um den DDR-Fußballpokal Union Berlin – FC Karl-Marx-Stadt (0:6). Bis zu seinem ersten Punktspiel mit der 1. Mannschaft musste er bis zum 29. August 1970 warten. Im Spiel der 2. Runde der Oberligasaison 1970/71 Hallescher FC Chemie – Union Berlin (3:1) wurde er in der 70. Minute eingewechselt. Am Saisonende war er mit 18 Einsätzen in 26 ausgetragenen Punktspielen bereits zu einer Stütze der Mannschaft geworden. In der Spielzeit 1971/72 lief es für Müller zunächst weniger gut, denn er kam in der ersten Halbserie nur dreimal in der Oberliga zum Einsatz. Erst vom 19. Spieltag an kam er wieder in das Oberligateam und spielte bis zum Saisonende durch. Die Saison 1972/73 wurde zum Höhepunkt in Müllers Fußball-Laufbahn, denn er wurde in allen 26 Oberligapunktspielen und auch in allen fünf Pokalspielen eingesetzt. Während er in der Hinrunde überwiegend linker Verteidiger spielte, stand er in den Spielen der Rückrunde mehrfach im Angriff, weil der bisherige Stammstürmer Hans-Joachim Sammel zum Jahresende ausgeschieden war.
Mit nur 24 Jahren schied Bernd Müller im Sommer 1973 beim 1. FC Union Berlin aus. Innerhalb von drei Spielzeiten hatte er 55 Oberligaspiele bestritten und dabei ein Tor erzielt. Außerdem spielte er neun Mal im DDR-Fußballpokal, wo er zweimal mit Toren erfolgreich war. Anschließend spielte Müller für Motor Hennigsdorf in der Bezirksliga Potsdam, für EAB Lichtenberg 47 in der zweitklassigen DDR-Liga und bis 1977 wieder in der Bezirksliga für Rotation Berlin.